# 安里繁信
安里 繁信（あさと しげのぶ、1969年10月7日 - ）は、日本の実業家。 シンバホールディングス株式会社代表取締役会長、早稲田大学総合研究機構公共政策研究所招聘研究員。
沖縄県浦添市出身。沖縄県立大平高校（現陽明高校）卒業、早稲田大学大学院公共経営研究科修了。学位は公共経営修士（専門職）(Master of Public Management)。

## 来歴
沖縄県立大平高校（現陽明高校）卒業後上京、イベント企画会社運営に携わる。
- 1990年　安信輸送サービス株式会社（現・株式会社あんしん）入社。
- 2004年　株式会社信羽を設立し、代表取締役社長就任とともに、グループ企業を統合するシンバネットワークを設立。
- 2007年　株式会社信羽はシンバホールディングス株式会社へと社名変更。総合物流業を展開する株式会社あんしんや広告業の株式会社宣伝をはじめとするグループ持ち株会社となった。
- 2009年　公益社団法人日本青年会議所 第58代会頭。一般社団法人日本唐揚協会特別顧問。
- 2011年　一般財団法人沖縄観光コンベンションビューロー会長 1期（2年間）[1][2]。
- 2013年　早稲田大学総合研究機構 公共政策研究所 招聘研究員。

### 政治活動
2018年7月、同年11月に行われる沖縄知事選挙に出馬する意向であることが報じられたが、支持を要請していた自由民主党などが佐喜眞淳宜野湾市長擁立を決めたため、立候補を取りやめた。
2019年1月、自民党が同年7月に予定される第25回参議院議員通常選挙に沖縄県選挙区へ擁立することを決定。5月11日に正式に出馬を表明した。投開票の結果、落選。

## 政策・主張
- 憲法改正について「どちらかと言えば賛成」としている[7]。
- 「他国から攻撃が予想される場合は先制攻撃をためらうべきではない」という設問に対し、「どちらかと言えば賛成」と回答[7]。
- 選択的夫婦別姓導入への賛否について「どちらとも言えない」としている[7]。
- カジノ依存症対策について「自己責任という中でリカバリーしていくべき」と主張[8]。

## 主な著作など
- 『生涯一JAYCEE』　(2009年10月、日本青年会議所編)　※著書（語録集）
- 『日本をあきらめるな!』(2009年12月対談、日本青年会議所編)　※基調対談
- 『トップリーダーが綴る元気をもらった一言』(2010年寄稿、PHP研究所 編)　※寄稿
- 『対談集　主体変容の教育改革！』 (2010年11月、高橋史朗著　MOKU出版)　※対談

## 選挙歴
| 当落 | 選挙                     | 執行日         | 年齢 | 選挙区       | 政党       | 得票数     | 得票率 | 定数 | 得票順位 /候補者数 | 政党内比例順位 /政党当選者数 |
| ---- | ------------------------ | -------------- | ---- | ------------ | ---------- | ---------- | ------ | ---- | ------------------ | ---------------------------- |
| 落   | 第25回参議院議員通常選挙 | 2019年07月21日 | 49   | 沖縄県選挙区 | 自由民主党 | 23万4928票 | 42.12% | 1    | 2/4                | /                            |